# Dolors Nadal i Aymerich
Dolors Nadal i Aymerich (Barcelona, 3 de maig de 1953), és una advocada i política catalana, diputada al Parlament de Catalunya en la IV, V, VI i VII legislatures i al Congrés dels Diputats en la VIII i IX Legislatures.
Llicenciada en dret per la Universitat de Barcelona, és membre del Col·legi d'Advocats de Barcelona. El 1988 va ingressar al Centro Democrático y Social, del qual fou cap d'assessoria. El 1992 va abandonar el CDS per ingressar al Partido Popular.
Fou elegida diputada a les eleccions al Parlament de Catalunya de 1995, 1999 i 2003. Fou portaveu adjunta del grup parlamentari del PP al Parlament de Catalunya i vicepresidenta de la Comissió de Seguiment del Procés d'Equiparació Dona-Home.
Fou elegida diputada a les eleccions generals espanyoles de 2004 i 2008. Ha estat secretària Segona de la Comissió d'Afers Exteriors i vocal de la Comissió Constitucional i de la Comissió de Justícia.